# Vila Seca e Santo Adrião
Vila Seca e Santo Adrião (llamada oficialmente União das Freguesias de Vila Seca e Santo Adrião) es una freguesia portuguesa del municipio de Armamar, distrito de Viseu.

## Historia
Fue creada el 28 de enero de 2013 en aplicación de una resolución de la Asamblea de la República de Portugal promulgada el 16 de enero de 2013 con la unión de las freguesias de Santo Adrião y Vila Seca, pasando su sede a estar situada en la antigua freguesia de Vila Seca.

## Demografía
| Gráfica de evolución demográfica de Vila Seca e Santo Adrião entre 2011 y 2021 |
|                                                                                |
| Datos según el nomenclátor publicado por el INE portugués.                     |